# سارا ميتشيل
سارا ميتشيل (بالإنجليزية: Sara Mitchell)‏ (21 أكتوبر 1949)؛ كاتِبة وروائية أمريكية.